# Bossekia nutkana
Bossekia nutkana là loài thực vật có hoa trong họ Hoa hồng. Loài này được (Moc. ex Ser.) Greene mô tả khoa học đầu tiên năm 1906.